# Менендес, Ослейдис
Ослейдис Менендес Саэс (исп. Osleidys Menéndez Sáez, род. 14 ноября 1979 года в Марти, Куба) — кубинская легкоатлетка, специализирующаяся в метании копья. Олимпийская чемпионка Летних Олимпийских игр 2004 года в Афинах и бронзовый призёр Летних Олимпийских игр 2000 года в Сиднее.

## Карьера
Ослейдис Менендес начала заниматься легкой атлетикой в подростковом возрасте, в 14 лет она уже метала копье на расстояние более пятидесяти метров, а в 1996 и 1998 годах стала чемпионкой мира среди юниоров.
Первый старт на взрослых крупных международных соревнованиях состоялся на Чемпионате мира по легкой атлетике в 1997 году в Афинах, где она показала седьмой результат. На чемпионате мира в Севилье в 1999 году она была уже четвёртой в итоговом протоколе.
На Олимпийских Играх 2000 года в Сиднее Менендес завоевала бронзовую медаль.
В Эдмонтоне на Чемпионате мира в 2001 году кубинка впервые в своей карьере стала чемпионкой мира. В том же году она установила мировой рекорд, метнув копье на 71,54 метра.
На Чемпионате мира в Париже в 2003 году она стала только пятой.
В 2004 году на Олимпийских играх в Афинах Менендес стала олимпийской чемпионкой, показав результат 71,53 метра, лишь на один сантиметр меньше, установленного ранее мирового рекорда, однако этот результат засчитали как олимпийский рекорд.
На чемпионате мира 2005 года в Хельсинки она снова выиграла титул чемпионки мира (во второй раз) с новым мировым рекордом — 71,70 метра (в 2008 году этот рекорд превзошла чешка Барбора Шпотакова).
Последняя крупная победа пришла к кубинке на Панамериканских играх в 2007 году. На Олимпийских играх 2008 года в Пекине она показала лишь шестой результат. А на чемпионате мира в 2009 году спортсменка стала только седьмой, после чего приняла решение завершить профессиональную карьеру.
В 2001, 2004 и 2005 году Международная федерация легкой атлетики признавала Ослейдис Менендес лучшей метательницей копья в году.